# 東洋学園大学の人物一覧
東洋学園大学の人物一覧（とうようがくえんだいがくのじんぶついちらん）は、東洋学園大学に関係する人物の一覧記事。

## 大学関係者
- 愛知揆一 - 女子短期大学学長・元大蔵大臣
- 朱建栄 - 人文学部教授・政治学者
- 櫻田淳 - 現代経営学部教授・政治学者
- 大西泰斗 - 人文学部教授・言語学者
- 織田邦男 - 客員教授　元空将
- 田中良平 - 硬式野球部コーチ

## 卒業生
- 濱津隆之 - 俳優
- 春宮みずき - 女優、モデル